# Woorabinda

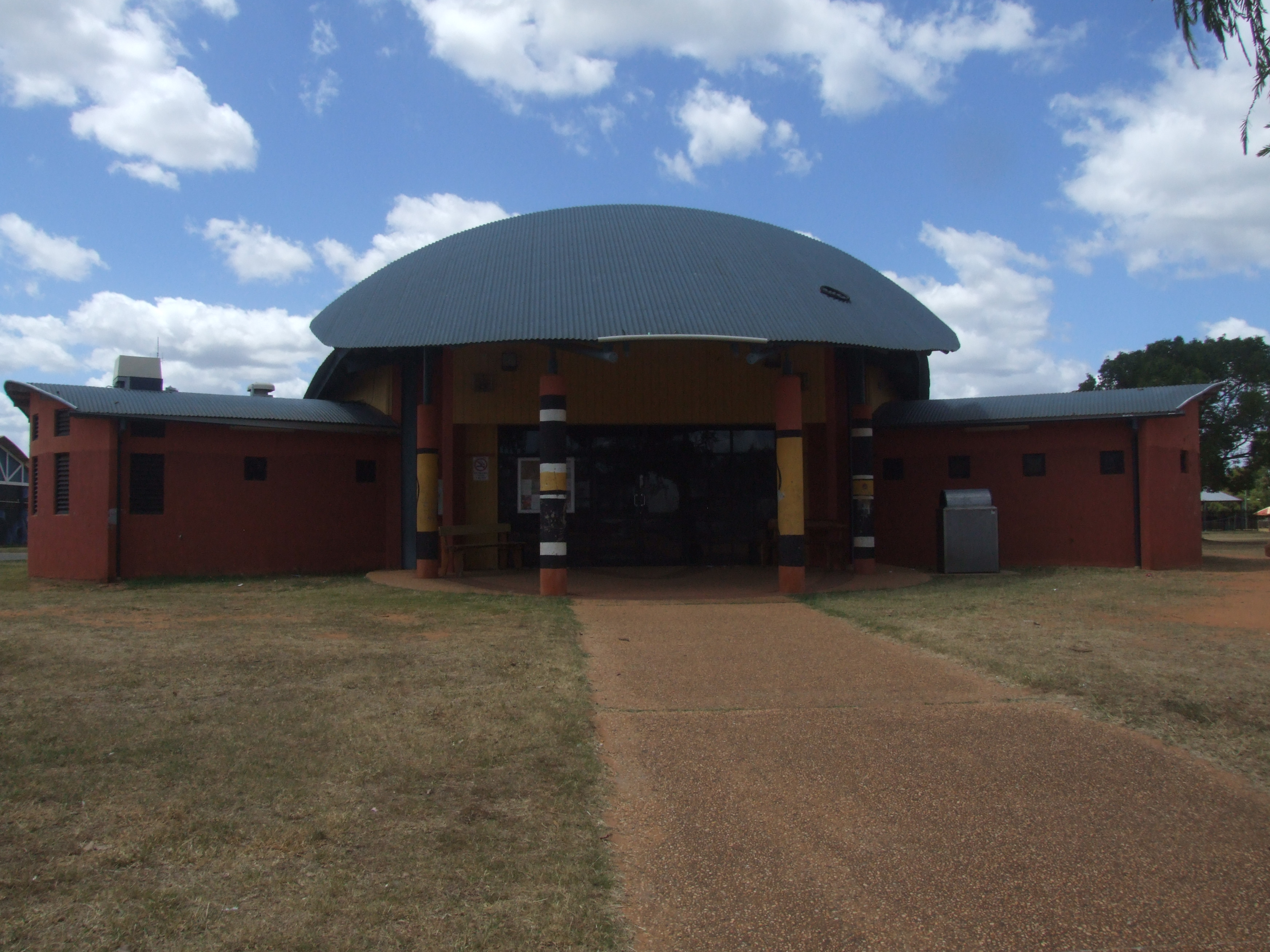
Woorabinda, Ratsgebäude (2014)

Woorabinda ist eine australische Stadt im Zentrum des Bundesstaats Queensland in Australien. Sie liegt 170 Kilometer westlich von Rockhampton auf dem traditionellen Land der Aborigines Wadja (Wad-ja) und Gungaloo (Gun-ga-loo). Heute leben dort knapp 1000 Menschen aus 52 Stämmen, die etlichen Sprache sprechen.

## Gründung
Woorabinda wurde zwischen 1926 und 1927 als Ersatz für das Taroom Aboriginal Reservat gegründet. Die Bewohner wurden zwangsumgesiedelt, da auf dem Gebiet des Reservats ein Staudamm errichtet werden sollte. Die Aborigines aus Taroom entstammten Stämmen mit 17 unterschiedlichen Sprachen.
Während des Zweiten Weltkriegs im Jahre 1942 wurde die Aborigines-Missionsstation von Hopevale der Evangelisch-Lutherischen Kirchen am Cape Bedford auf Cape-York-Halbinsel in Nord-Queensland geschlossen, weil vermutet wurde, dass sie mit den Japanern kollaborieren würden. Viele der in Hütten lebenden Aborigines starben dort an Krankheiten, die durch die schlechten hygienischen Bedingungen der sanitären Anlagen und durch Kälte im Winter verursacht wurden. Eine Quelle nennt 235 tote Aborigines aus Cape Bedford in acht Jahren in Woorabinda. Die Überlebenden wurden 1949 nach Cape Bedford zurückgebracht, das heutige Hopevale.

## Heute
Die Woorabinda-Gemeinschaft ist die einzige Aborigine-Gemeinde, der als Deed of Grant in Trust (DOGIT) in der zentralen Queenslandregion anerkannt ist. DOGIT-Gemeinschaften haben einen speziellen Besitztitel auf Land, der nur für die früheren Reservate der Aborigines gilt. Dieses Besitzrecht auf Land ist in ein spezielles System von Landtrusts von Gemeinschaften, die von einem lokalen Council verwaltet werden.
Im Zensus von 2021 lebten 1019 Einwohner in Woorabinda, von denen im Vergleich zu nicht-indigenen Gemeinschaften ein besonders großer Teil jünger als 25 Jahre sind. Woorabinda hatte statistisch betrachtet in den vergangenen Jahren die gewalttätigste indigene Gemeinde in Queensland mit 45 Körperverletzungen pro 1000 Einwohner mit der Folge von erforderlichen Krankenhausaufenthalten. Sie liegt damit über dem staatlichen Durchschnitt. In diesem Ort herrschen Restriktionen für Alkohol.